# 이코마 지카토시
이코마 지카토시(일본어: 生駒親睦, 1734년 ~ 1782년)는 에도 시대의 하타모토이다. 야시마 이코마 가문의 7대 영주. 스루가 다나카번(田中藩)주 혼다 마사노리(本多正矩)의 7남.
메이와 8년(1771년), 선대 영주 이코마 지카카타가 은거하자 그 뒤를 이어 가문을 계승하였다. 덴메이 2년(1782년)에 사망하였고, 이코마 지카아키라가 그 뒤를 이었다.